# あきんどスシロー
株式会社あきんどスシロー（英: AKINDO SUSHIRO CO.,LTD.）は、大阪府吹田市に本社を置き、「スシロー」ブランドの回転寿司チェーン店を展開している企業。
東京証券取引所プライム上場企業である株式会社FOOD&LIFE COMPANIES（フードアンドライフカンパニーズ 英: FOOD & LIFE COMPANIES LTD.、旧社名「株式会社スシローグローバルホールディングス」）の子会社である。

## 概要
近畿、中部、関東地方を中心に回転寿司のチェーン店を展開している（店舗数は下記参照）。「スシロー」と表記したロゴを用いており、CMなどでも「スシロー」と連呼している。その結果、一般の人々は「スシロー」と認識している。かつては「大阪回転寿司・あきんど」という商標も使っていた。

## 歴史
元々は、清水義雄と弟の豊が、株式会社すし太郎を設立。当時『永谷園』の商品「すし太郎」に酷似しているとの訴えがあり、起訴寸前で「すし郎」へと変更。その後現在の商号「株式会社あきんどスシロー」となっている。
かつて並立していた「あきんど」と「スシロー」の店舗名の違いはその名残で、商品や店舗コンセプトなどに大きな違いはなかった。
「あきんど」での展開は近畿、中部のみであった。1990年代中頃には、主に兵庫地区では「スシロー」、大阪市以北（豊中・吹田周辺）では「すし太郎」、大阪市以南では「あきんど」の店舗名が存在していた。
あきんどスシローへ統合後「すし太郎」の店舗は、2009年6月上旬までに全店舗「スシロー」に統一され、「あきんど」の名前も消滅し、社名に残される形となった。
清水兄弟の間で経営をめぐり、一種の内乱・紛争が起き2007年3月に、清水豊ら主要株主3名が所有する株式を株式会社ゼンショーに売却したことで、ゼンショーが株式27.22%を保有する筆頭株主となった。清水豊らが選んだ方法に対抗する形で、矢三圭史社長（当時）や非常勤取締役（当時）に退いていた清水義雄氏や後に3代目の社長となる豊崎賢一取締役営業部長（当時）ら経営陣はいわゆる「ホワイトナイト」（友好的な買収・合併を行う会社）を選定し、2007年（平成19年）8月27日に、ユニゾン・キャピタル・グループと株式会社極洋の3社で戦略的業務・資本提携を締結。ユニゾン・キャピタル・グループが設立する2つのファンド（アトランティック・フィッシャリーズ・エルピーとパシフィック・フィッシャリーズ・エルピー）に対して、第三者割当増資を実施し、前者が9.78%、後者が7.50%の株主となる。
2008年9月24日に、アトランティック・フィッシャリーズ・エルピーが56.5%、パシフィック・フィッシャリーズ・エルピーが43.5%を出資して設立したエーエスホールディングス株式会社による株式公開買い付け（TOB、実質MBO）の実施を発表。
公開買い付け実施後、2009年5月31日に、エーエスホールディングス株式会社が株式会社あきんどスシローを吸収合併したうえで、株式会社あきんどスシローに商号変更した。筆頭株主（25.77%）だったゼンショーは、事前の合意に基づいて、吸収合併の際に金銭交付を受けることで株主の地位を失った。
長らくかっぱ寿司が回転寿司業界における年間売上の首位を独占していたが、徐々に売り上げを伸ばしたスシローが2010年度に初の首位を達成した。それを記念し、記念感謝セールを開催した。
2012年9月、81%の株を保有していたユニゾン・キャピタルは、全株式をイギリスの投資ファンドのペルミラ・アドバイザーズ系列のConsumer Equity Investments Limitedの傘下会社に売却し、あきんどスシローはこの時点ではイギリス系の会社となった。
2015年頃に全店でプッシュ式醤油さしを導入した際に醤油用の小皿（醤油皿）の撤去を行っており、その後他の回転ずしチェーンも同様の動きに追随するところが出ている。
2017年3月、持株会社の株式会社スシローグローバルホールディングスが東京証券取引所第一部に上場。同年9月には、株式会社神明、元気寿司株式会社と資本業務提携契約を締結した。スシローと元気寿司の経営統合に関する協議開始を前提に、Consumer Equity Investments Limitedが保有している全株式を神明が段階的に取得する。
2018年頃より「まぐろ祭」や、通常よりネタを大きくした「てんこ盛り祭」など期間限定の積極的な販促キャンペーンを展開。さらにテレビなどのメディア出演を拡大することで既存店の高い成長率（2019年9月期第2四半期累計で売上収益14％増、営業利益で33％増）を確保、2019年上期既存店客数を前年同期比4.5%増とするなど同業他社を引き離した。
2019年6月18日、スシローグローバルホールディングス、神明ホールディングス、元気寿司は経営統合計画について「両社の国内市場における将来的なブランド戦略の違い、海外市場、特にアジア地域における店舗展開方式の違いなどが明確になった」として、経営統合計画の中止と資本・業務提携の解消を発表した。
2020年11月、COVID-19流行の影響により拡大するテイクアウト需要に対応するため、テイクアウト専門店を出店し、デリバリーサービスを強化する方針を発表した。
2021年4月1日、株式会社スシローグローバルホールディングスが株式会社FOOD&LIFE COMPANIESに商号変更するとともに、吉野家ホールディングス傘下にある京樽を同日付で買収し、完全子会社化した。

## 沿革
- 1975年7月 - 創業者の清水義雄が、大阪府大阪市阿倍野区阿倍野筋2丁目にて、個人営業の寿司屋「鯛すし」を開業[広報 4]。後にテイクアウトの寿司店も始める。
- 1984年
  - 6月 - 清水義雄が、個人営業の「すし太郎」（1号店）を開業[広報 4][広報 5]。
  - 10月23日 - 清水義雄が、株式会社すし太郎（豊中市）を設立[広報 4][広報 6]。
- 1988年9月 - 清水豊が、株式会社すし太郎（吹田市）を設立[広報 4][広報 5]。
- 1995年5月 - 株式会社すし太郎（吹田市）が、全皿均一価格店舗を出店。
- 1996年9月 - 株式会社すし太郎（豊中市）が、全皿均一価格店舗を兵庫県川西市に出店[広報 4][広報 5]。
- 1999年8月1日 - 株式会社すし太郎（豊中市）が、株式会社すし太郎（吹田市）を吸収合併[広報 7]。
- 2000年12月 - 株式会社あきんどスシロー（初代）に商号を変更。大阪府摂津市に本社機能を移転し、物流センターを統合併設[広報 7]。
- 2001年9月 - 東京都葛飾区及び福生市に出店、関東地方に進出[広報 7]。近畿地方以外では初の出店である。
- 2002年
  - 2月 - 世界初の回転すし総合管理システムを開発[広報 5]。
  - 7月 - 愛知県名古屋市熱田区に出店、中部地方に進出[広報 7]。
- 2003年9月18日 - 東京証券取引所二部に上場[広報 7]。
- 2004年2月 - 本社内の加工場（セントラルキッチン）を全面廃止、店舗調理に切り替える[広報 4][広報 7]。
- 2005年2月 - 大阪府吹田市に本社機能を移転[広報 7]。
- 2006年
  - 4月 - 矢三圭史が代表取締役社長に就任、清水義雄が引退[広報 4]。大阪府吹田市に本店登記を移転[広報 7]。
  - 9月 - 岡山県岡山市に出店、中国地方に進出[広報 7]。
- 2007年
  - 3月 - 清水豊ら主要株主3名が株式会社ゼンショー（現：株式会社ゼンショーホールディングス）に株式を売却したことにより、ゼンショーが筆頭株主となる（27.22%。後にユニゾン・キャピタル・グループに対する第三者割当増資により22.30%に）。
  - 8月 - ユニゾン・キャピタル・グループ及び株式会社極洋と戦略的業務提携[広報 7]。
- 2008年
  - 1月 - 徳島県徳島市に出店し、四国地方に進出[広報 7]。
  - 4月 - 宮城県石巻市に出店し、東北地方に進出[広報 7]。また、熊本県菊池郡菊陽町に出店し、九州地方に進出[広報 7]。
  - 7月 - 北海道札幌市手稲区に出店し、北海道に進出[広報 7]。
  - 8月8日 - 投資ファンドユニゾン・キャピタル・グループによりエーエスホールディングス株式会社が設立される[広報 6]。
  - 9月24日 - エーエスホールディングス株式会社が、9月25日から株式公開買い付け（TOB）を実施し[広報 7]、発行済全株式の取得を目指すことを発表。これが東京証券取引所の上場廃止基準に該当する恐れが生じため、当社の株式を監理ポストに割り当て。
  - 11月18日 - 11月10日まで行われたTOBの結果を受け、エーエスホールディングス株式会社が株式の64.07%を保有するに至る。18.61%の株式を保有していた清水義雄は、エーエスホールディングス株式会社の株式20%を取得。
- 2009年
  - 2月28日 - 臨時株主総会でエーエスホールディングス株式会社による吸収合併を承認。
  - 4月1日 - 上場廃止[広報 7]。
  - 5月31日 - エーエスホールディングス株式会社が、株式会社あきんどスシロー（初代）を吸収合併し、株式会社あきんどスシロー（2代）に商号変更[広報 7]。
  - 6月 - 店舗名を「スシロー」に統一。月間の売り上げが初の首位達成。代表取締役として、豊﨑賢一が就任[広報 5]。
- 2010年3月 - 日本版顧客満足度調査（JCSI）で飲食部門1位を獲得[広報 4]。
- 2011年
  - 3月 - 回転寿司売上日本一を達成[広報 4]。
  - 4月 - 海外現地法人（SUSHIRO KOREA,INC.）を設立[広報 7]。
  - 12月 - 国外初でもある韓国ソウル市に出店[広報 5]。
- 2012年
  - 7月31日 - 英ファンドのペルミラ・アドバイザーズによりCEILジャパン株式会社（現：株式会社あきんどスシロー(3代)）が設立される[広報 6]。
  - 9月28日 - ペルミラ・アドバイザーズと戦略的業務提携[広報 4]、CEILジャパン株式会社の子会社となる[広報 7]。
- 2013年
  - 1月1日 - CEILジャパン株式会社が、株式会社あきんどスシロー（2代）を吸収合併し、株式会社あきんどスシロー（3代）に商号変更[広報 7]。
  - 5月 - 吹田市江坂町に新本社ビル竣工。
- 2015年
  - 2月 - 水留浩一が代表取締役社長に就任[広報 4][広報 5]。
  - 3月31日 - 単独株式移転により、持株会社の株式会社あきんどスシローホールディングスを設立[広報 7]。
  - 6月 - 国内店舗数400店舗達成[広報 4]。
  - 9月 - 沖縄県浦添市バークレーズコート内に初出店し、45都道府県目として沖縄県に進出[広報 7]。残る未出店県は青森県と島根県だけとなった。
  - 10月1日 - 株式会社あきんどスシローホールディングスが、株式会社スシローグローバルホールディングスに商号変更[広報 7]。
  - 10月 - 株式会社スシロークリエイティブダイニングを設立[広報 7]。
- 2016年9月 - SUSHIRO南池袋店が都心型店舗1号店として開店[広報 7]。
- 2017年
  - 2月22日 - 東京証券取引所が、株式会社スシローグローバルホールディングスの上場を承認[12]
  - 3月30日 - 株式会社スシローグローバルホールディングスが東京証券取引所第一部に上場[13]。Consumer Equity Investments Limitedの株式保有割合が98.5%から28.9%に減少し、親会社でなくなる[広報 6]。
  - 6月5日 - 東京都内の2店舗で、すしの宅配を開始[14]
  - 8月 - 台湾に台灣壽司郎股份有限公司（Sushiro Taiwan Co., Ltd.）を設立[広報 7]。
  - 8月30日 - 西宮北口駅付近に大衆寿司居酒屋「鮨・酒・肴 杉玉」の1号店が開店[15]。
  - 9月28日 - 島根県出雲市に出店し、全都道府県への出店を達成。
  - 9月29日 - 株式会社神明、元気寿司株式会社と資本業務提携契約を締結[広報 2]。
  - 10月26日 - Consumer Equity Investments Limitedが保有株式の一部を株式会社神明に譲渡、株式会社神明が筆頭株主となる[広報 8]。
  - 11月17日 - Consumer Equity Investments Limitedが新株予約権の行使により取得した株式を含め、保有全株式を株式会社神明に譲渡、株式会社神明がその他の関係会社となる[広報 8][広報 9]。
- 2018年
  - 6月15日 - 台北市に台灣壽司郎1号店を開店[16]。
  - 7月 - 国内店舗数500店舗達成。
  - 10月 - シンガポールに現地法人（SUSHIRO GH SINGAPORE PTE.LTD.）を設立[広報 7]。
- 2019年
  - 1月 - 香港に現地法人（SUSHIRO HONGKONG LIMITED）を設立[広報 7]。
  - 6月18日 - 株式会社神明ホールディングス及び元気寿司株式会社との資本業務提携契約を解消[広報 3]。
  - 8月13日 - 香港佐敦に香港壽司郎1号店を開店[17]。
  - 10月1日 - 堀江陽が代表取締役社長に就任[広報 10][18]。
- 2020年
  - 2月 - タイに現地法人（Sushiro GH（Thailand) Ltd.）を設立[広報 7]。
  - 5月 - 株式会社スシロークリエイティブダイニングが、聯發國際餐飲事業股份有限公司（台湾台北市）との合弁会社として株式会社Sharetea Japanを設立[広報 11][広報 7]。
- 2021年
  - 4月1日 - 株式会社スシローグローバルホールディングスが、株式会社FOOD&LIFE COMPANIESに商号変更[広報 12][広報 13][19]。吉野家ホールディングスが保有している京樽の全株式を取得し、完全子会社化[11]。株式会社スシロークリエイティブダイニングが、株式会社FOOD&LIFE INNOVATIONSに商号変更。
  - 9月22日 - 中国（本土）1号店を広州市に開店[20]。
- 2022年
  - 6月9日 - 一部商品についておとり広告が発覚。その後、生ビール半額キャンペーンでのトラブル、マグロの偽装疑惑と不祥事が続発した（後述）。

## 関連会社
- 株式会社FOOD&LIFE INNOVATIONS
- 株式会社京樽
- Sushiro Korea, Inc.
- Sushiro Taiwan Co., Ltd.
- FOOD&LIFE COMPANIES HONG KONG LIMITED
- Sushiro GH Singapore PTE.LTD.
- Sushiro GH（Thailand) Ltd.

## 店舗展開
公式サイトによると、2023年4月時点で日本国内で642店舗が営業している。2017年9月時点で島根県に出店したことで「全都道府県への出店」を達成した。日本国外では2023年11月時点で大韓民国、台湾、香港、シンガポール、インドネシア、タイ、中国（本土）に展開している。
スシローブランドでの店舗以外にも、2015年1月に東京都内3拠点(中目黒、赤坂見附、新橋)で展開された都市型店舗「ツマミグイ」 や高級寿司店「七海の幸」 といった別ブランドの店舗があったが、2016年8月までにすべて閉店した。

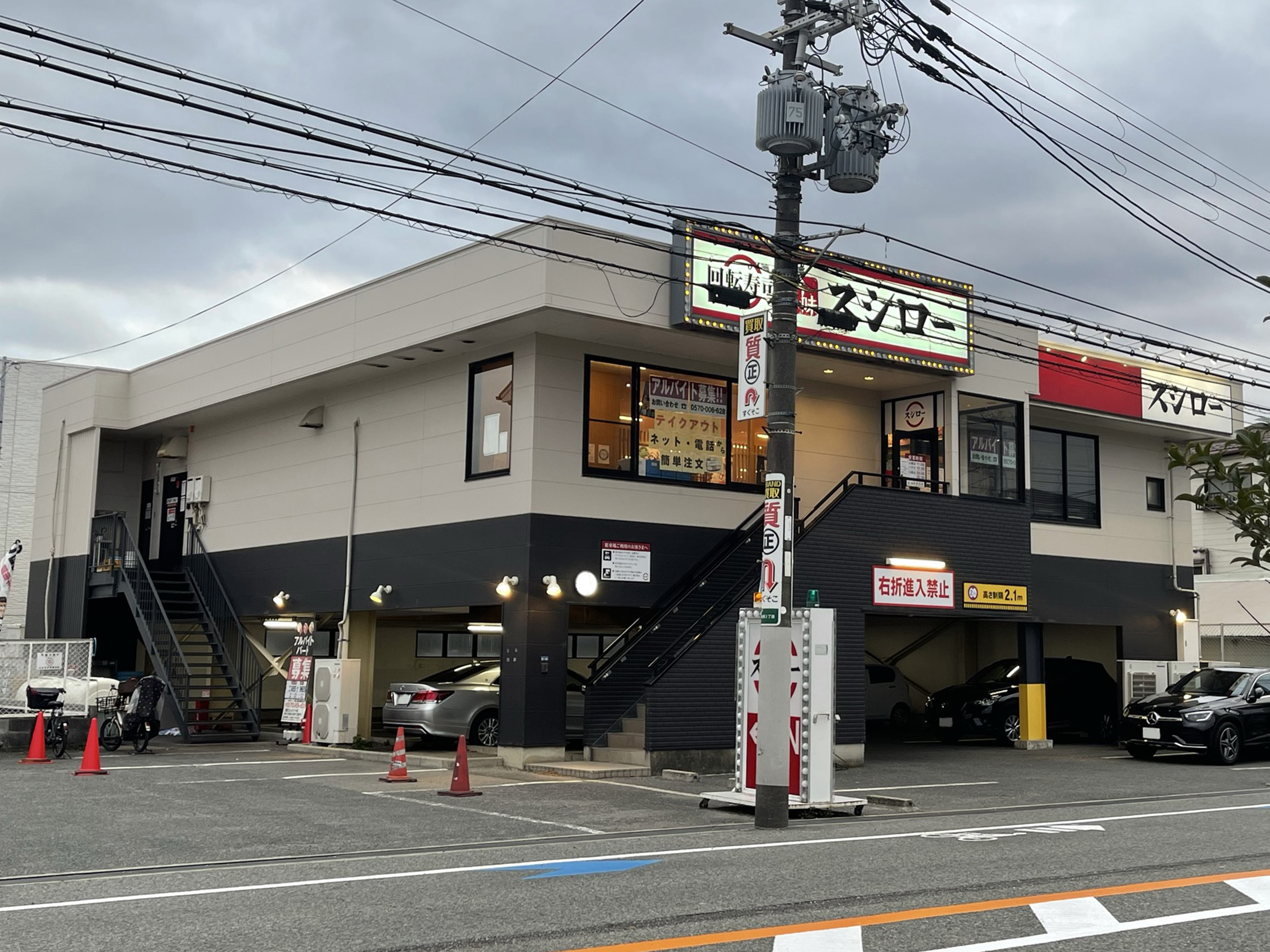
スシロー桜塚店（大阪府豊中市中桜塚2丁目10-10）
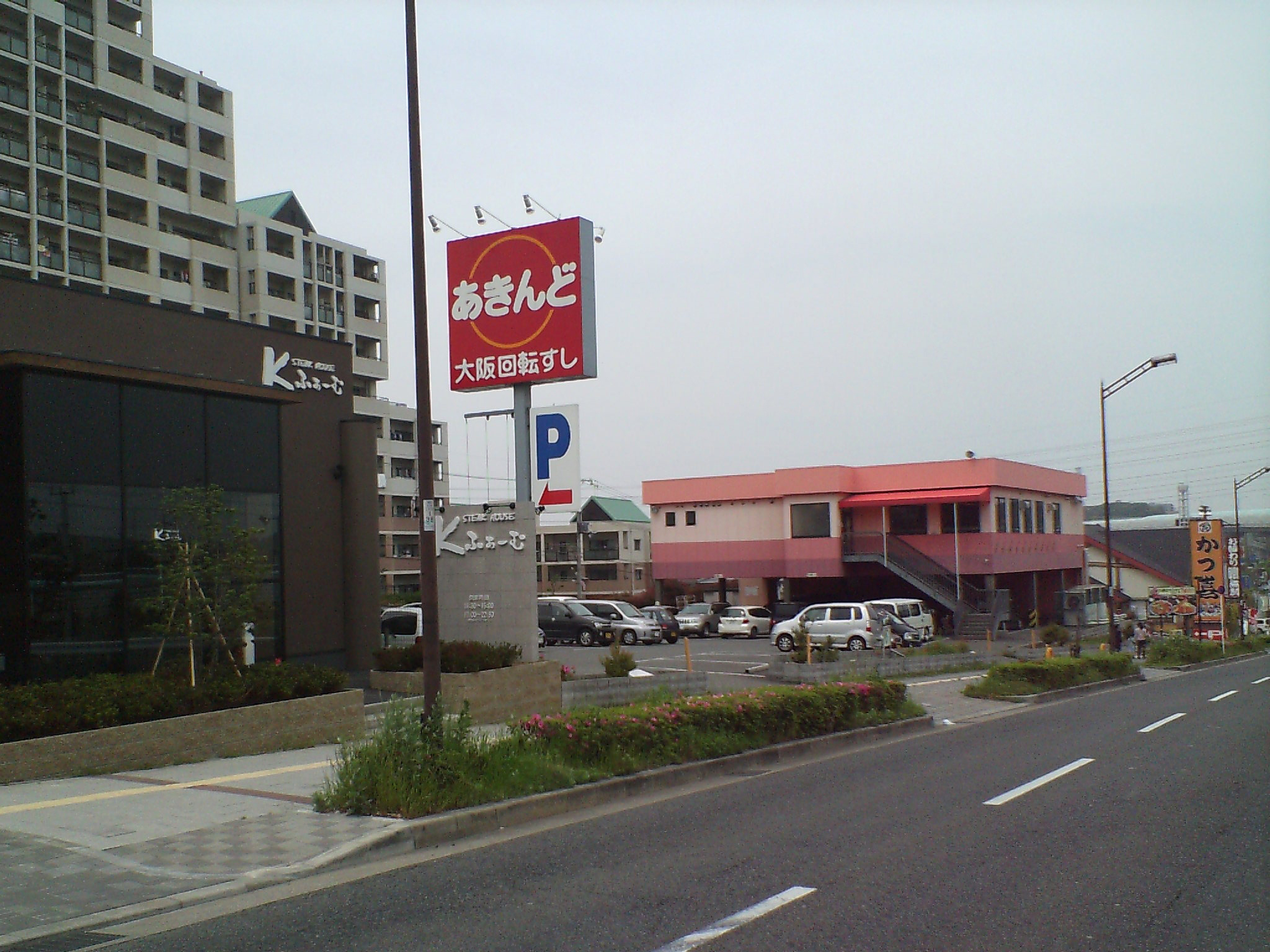
あきんど 和泉中央店 大阪府和泉市いぶき野3-16-10（現在はスシローという表示で営業中）
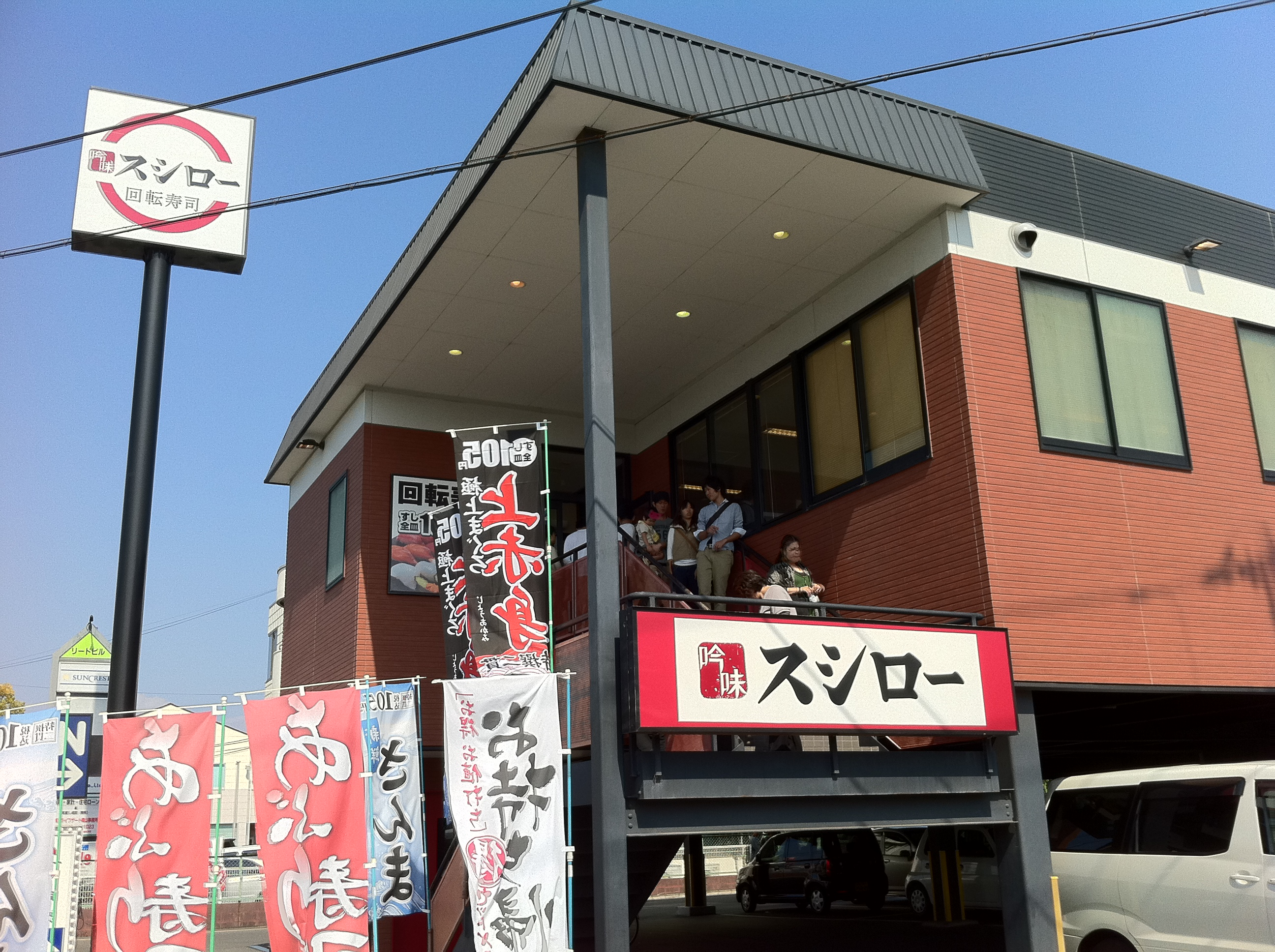
倉敷店
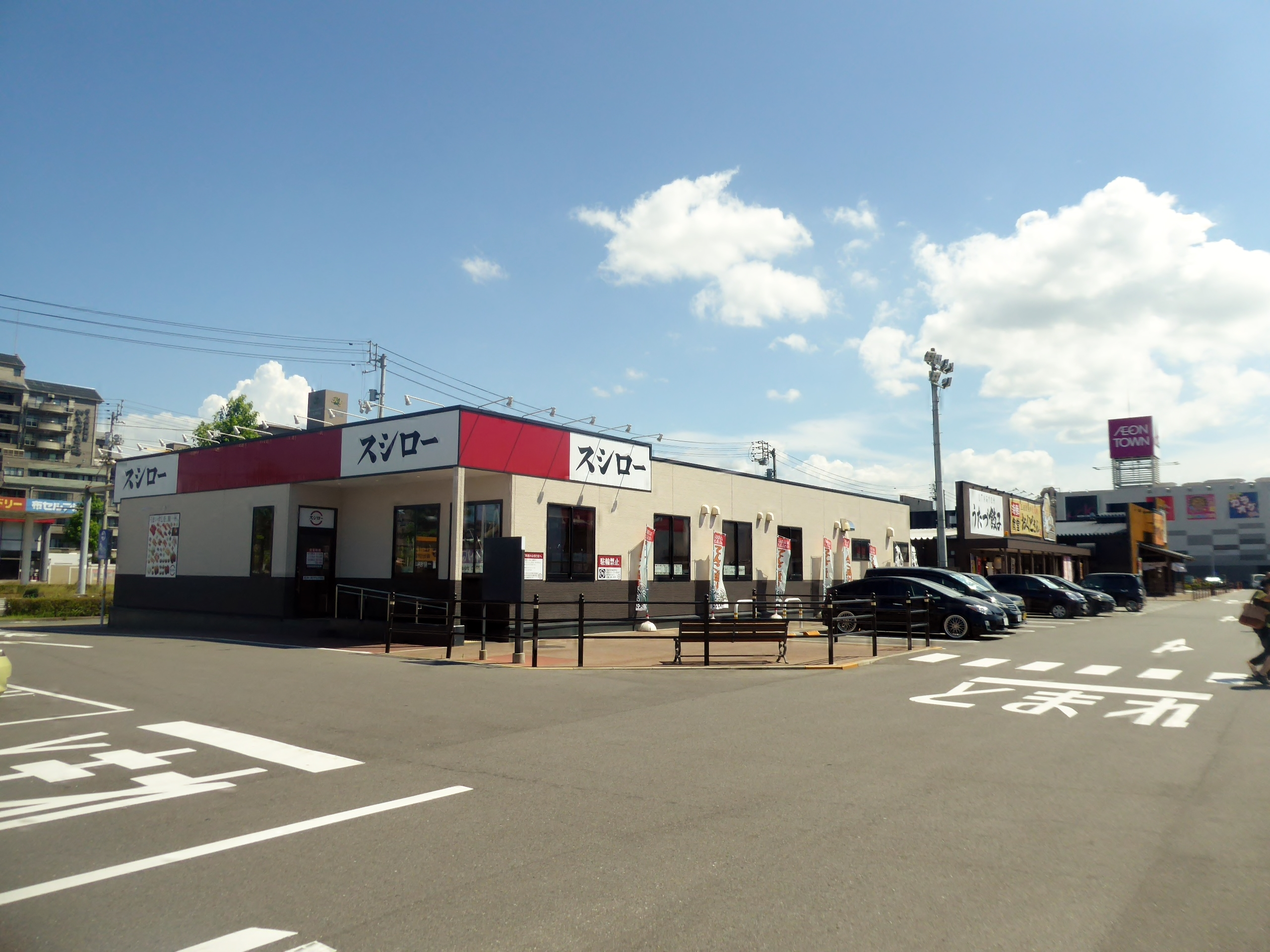
イオンタウン宇多津店（香川県宇多津町）
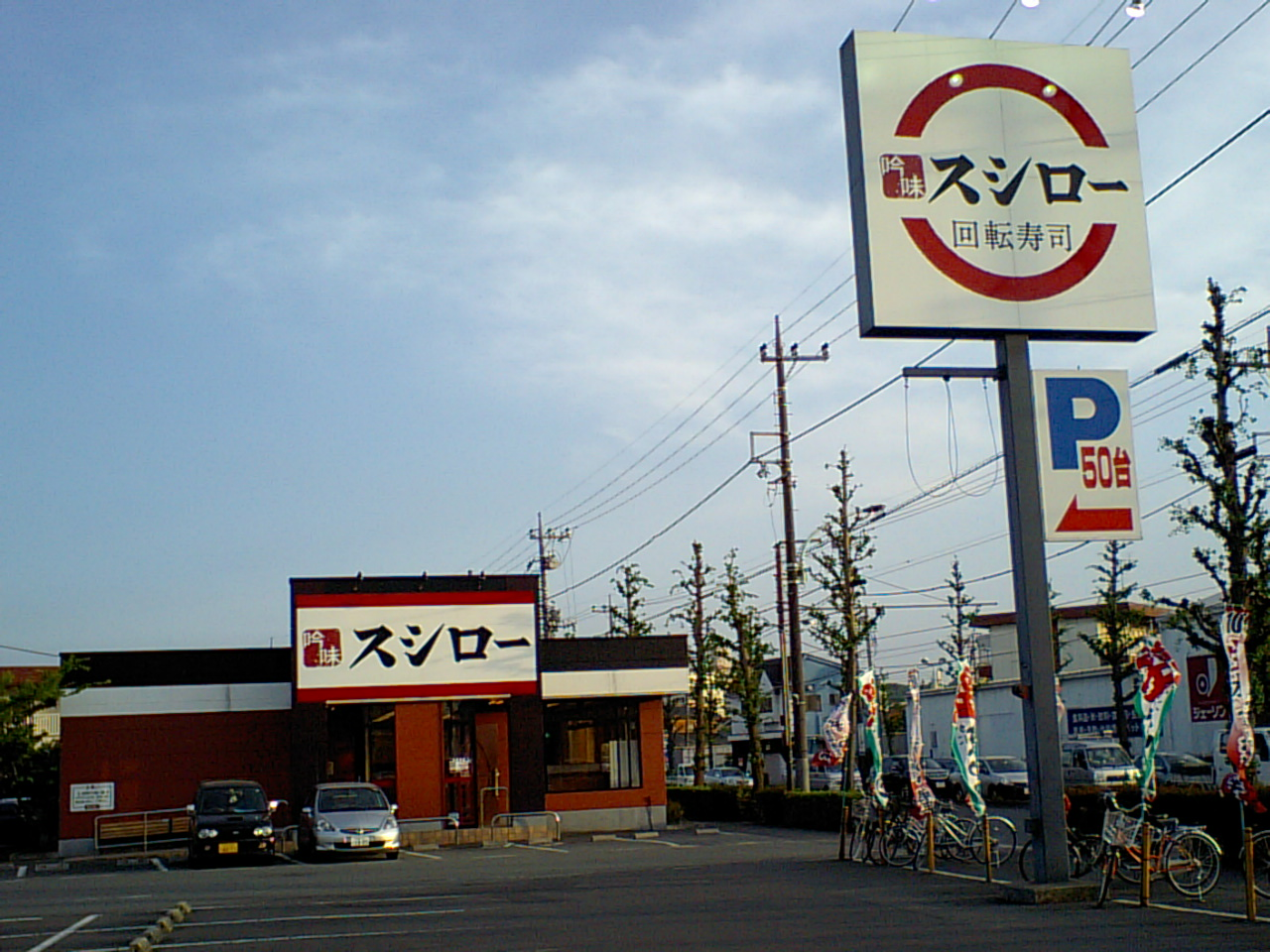
スシロー福生店（東京都福生市熊川261-1）
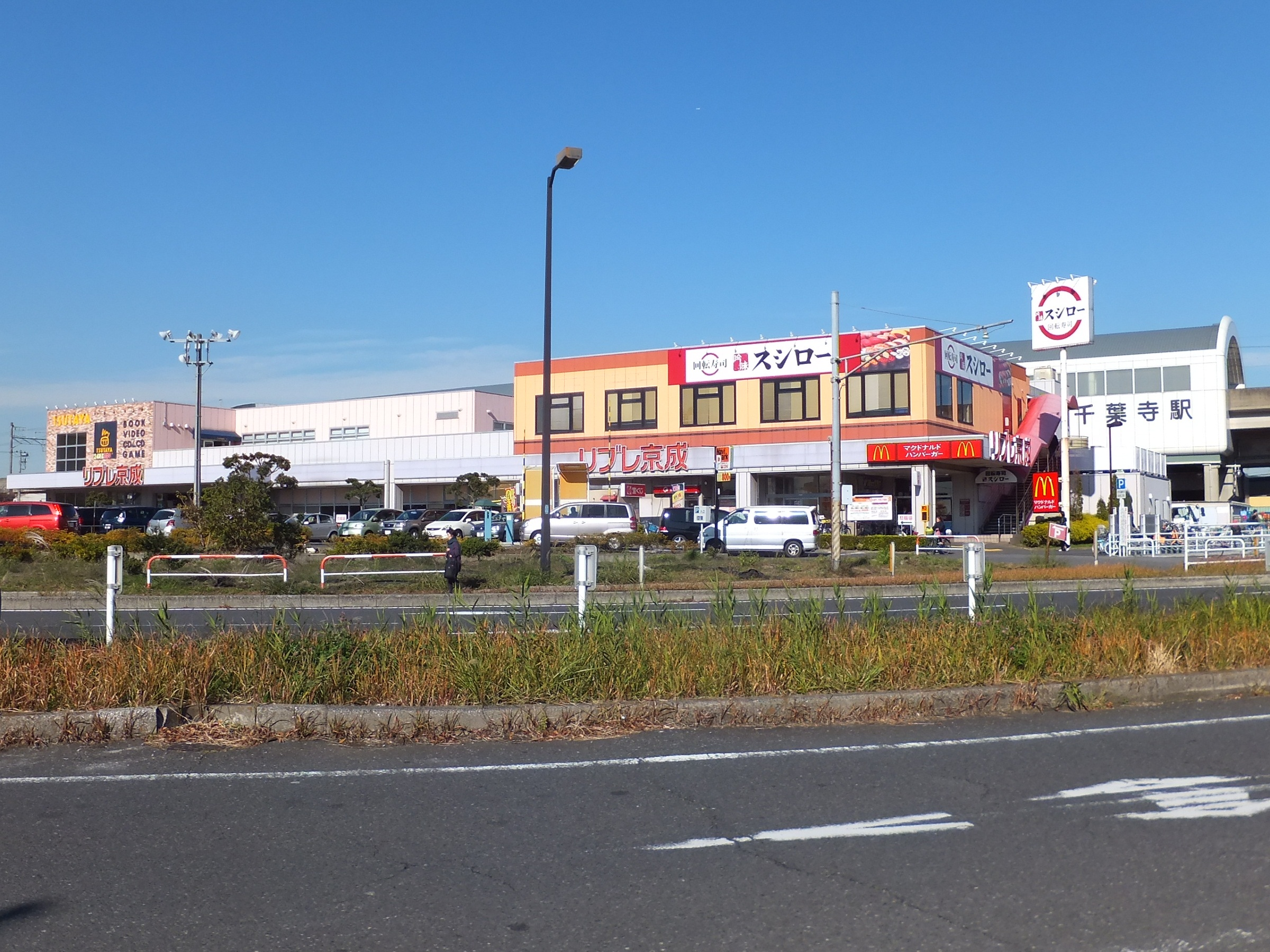
リブレ千葉寺店（千葉県千葉市中央区千葉寺町）
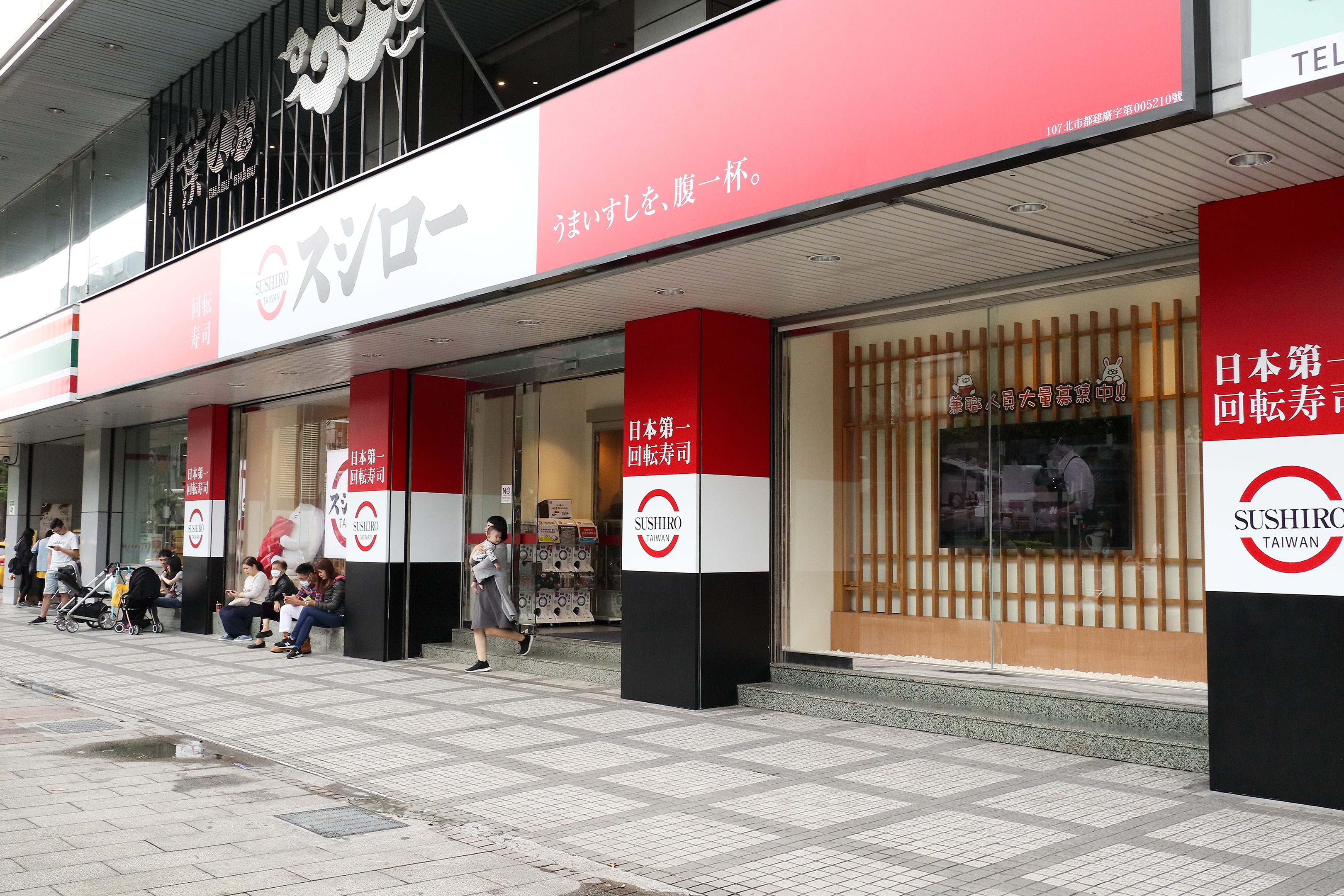
台湾、台北中華路店
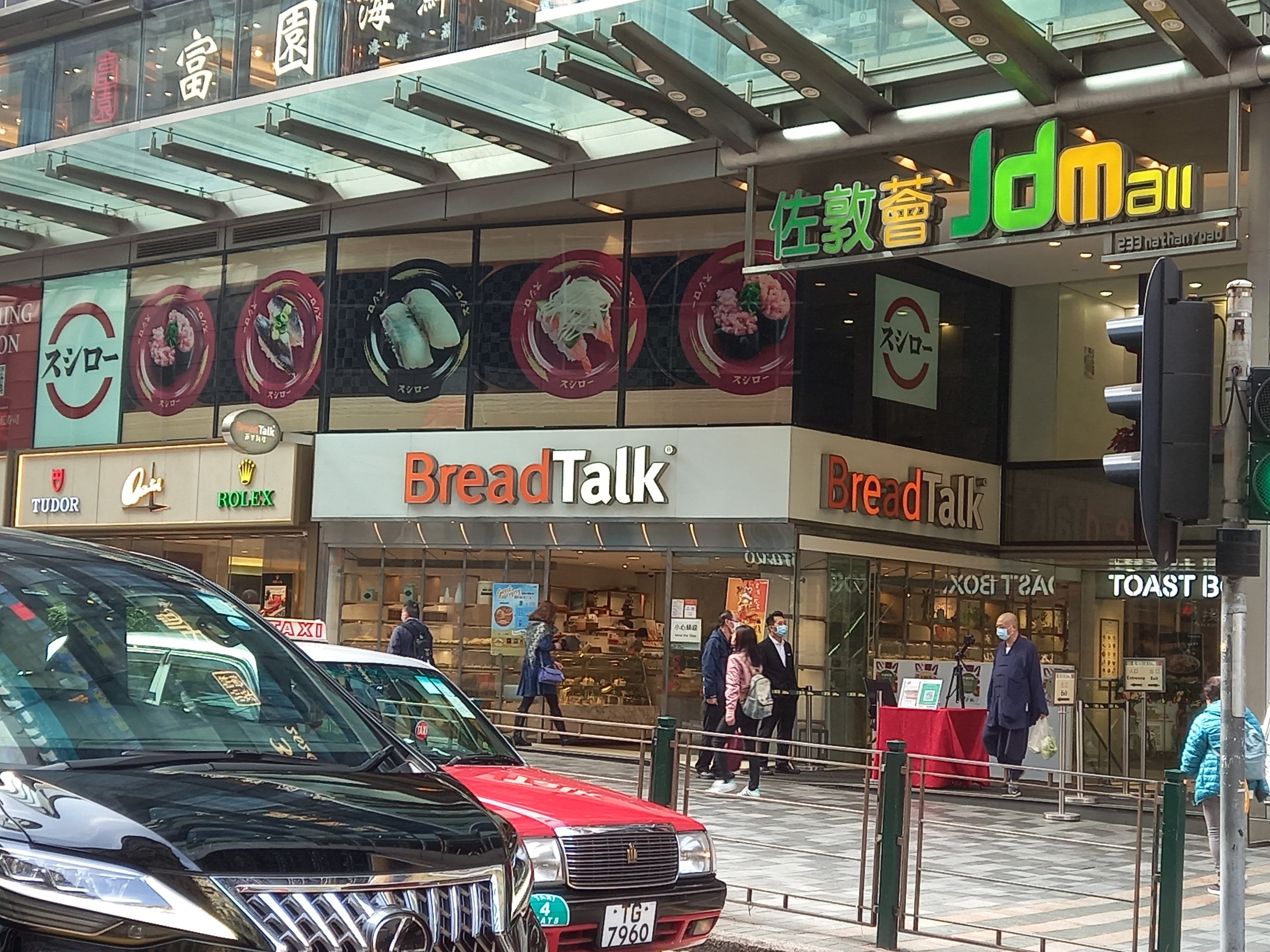
香港、佐敦店

## ギャラリー
店内およびメニューの例
- 座席案内の2次元コード読み取り機
- 注文するためのタッチパネル。レーン。醤油類。
- ボックス席でのタッチパネルの使用例
- 左右のハンドルを回して熱湯を出す給湯装置
- 会計時に利用する寺岡精工のセルフレジ
- マグロ
- 本マグロ上赤身(クロマグロ)
- 本マグロ中トロ(クロマグロ、1皿1貫)
- 特ネタ大トロ(1皿1貫)
- 天然本鮪と天然インド鮪の食べ比べ(共に赤身・中トロ・大トロが1貫ずつ)
- 天然インドマグロ7貫盛り(マグロたたき・中トロ・大トロ・漬け赤身)
- 倍盛り海鮮漬け(軍艦巻き)[26]
- ブリトロ(1皿1貫)
- タイ(鯛)
- アジ
- カツオ
- 塩締めイワシ
- 天然ウスバハギ食べ比べ(手前はゼリーポン酢、奥は一味醤油)
- ヒラメの昆布締め(1皿1貫)
- 北海道産イワシのなめろう(海苔包み)
- 姿ヤリイカ
- ケンサキイカ
- ホタルイカの軍艦巻き
- ミズダコ
- ホタテ貝柱
- 赤貝
- 貝3貫盛り(左から、赤貝・蒸しホタテ・蒸しホッキ貝の握り寿司)
- イクラ
- 煮穴子
- 炙りノドグロ(1皿1貫)
- マダガスカル生エビ(エビの頭付き、1皿1貫)
- 穴子天にぎり(1皿1貫)
- 気仙沼産フカヒレの握り寿司(1皿1貫)
- 匠仕立てのサーモンなめろう[27]
- 匠の創作ぶり大根 春菊ソース添えの握り寿司(1皿1貫)[27]
- 茶碗蒸し
- アサリの味噌汁
- 持ち帰り用の容器に詰めた寿司(タッチパネルなどで注文できる)
- ラーメン店の「宍道湖しじみ中華蕎麦 琥珀」が監修したしじみ塩ラーメン[28]
- 水産会社の羽田市場とのコラボメニュー「羽田印 本日の海鮮丼」と黄身醤油と別皿で付属する漬けマグロ[29]
- 水産会社の羽田市場とのコラボメニュー「羽田印 本日の海鮮丼」[29]
- 水産会社の羽田市場とのコラボメニュー「羽田印 本日の海鮮丼」に緑茶と別皿で付属する漬けマグロを入れてひつまぶし風に締める食べ方[29]

## 販売推進

### オリジナルキャラクター「だっこずし」
2015年7月に誕生したスシローオリジナルのマスコットキャラクター。寿司のネタを抱きかかえている動物たちのキャラクターで、「基本寝そべって、大好きなネタを体で味わっている」という設定。公式ホームページやSNSに登場しており、2016年2月には期間限定でLINEスタンプが無料配信された。

### CM出演者
- 石田明（NON STYLE）※LIVE STAND09のコラボCMに出演。主に近畿地方での展開が多いが、2011年は正月特番のゴールデンタイム枠で全国放送された[30]。
- 金田哲（はんにゃ）※NON STYLE石田同様、上記コラボCMに出演[30]。
- 藤原一裕（ライセンス）※NON STYLE石田同様、上記コラボCMに出演[30]。
- NMB48[注釈 3] ※同グループとのコラボによるCMプロジェクト[31] の一環として放送されたテレビCMに、渡辺美優紀をはじめとしたメンバーが出演した[広報 16]。この他、山本彩が出演するバージョンのCMがスシロー店内限定で放送された[32]。
- 天田優奈[広報 17]
- 馬場ふみか[広報 18]
- 松平健（2018年、期間限定のまぜそば）
- 川平慈英[広報 19]（2019年、世界の海からいいネタ祭、ナレーションとして出演）
- 霜降り明星[注釈 4]（2019年、大創業祭）
- 笑福亭鶴瓶（2023年 - ）[注釈 5]

現在、日本テレビのヒルナンデス（金曜）、TBS（毎日放送制作）のサタデープラスでCMを放送。

## 不祥事・騒動

### 日本

#### 景品表示法違反（おとり広告）
2021年9～10月、テレビCMや自社のホームページで「新物！濃厚うに包み」と「とやま鮨し人考案 新物うに 鮨し人流3種盛り」をキャンペーン商品として宣伝した。しかし期間中の数日間、9割を超える店舗で品切れなどが相次ぎ、対象のすしを提供できなかったにもかかわらず広告を打ち切らなかった。同年11～12月に実施されたキャンペーン商品の「冬の味覚！豪華かにづくし」においても同様の事態が起こった。2022年6月9日、販売できない店舗があるのにテレビCMなどでの宣伝を続けた事は景品表示法違反（おとり広告）に当たるとして、消費者庁からあきんどスシローに再発防止を求める措置命令が出され、同日に謝罪した。
2022年7月8日、景品表示法違反に対して改めて謝罪すると共に対応策の発表を行った が、数日後には後述の生ビール半額イベントでのトラブルが発生する事となる。

#### 生ビール半額イベントを巡るトラブル
2022年7月13日から実施する予定だった生ビール半額イベントの告知物を一部の店舗において開催前であるにもかかわらず、店内に誤掲出しこの告知を見て生ビールを注文した顧客に対して正規の料金を請求していた。この告知物には開始日は明記されておらず、正規の料金を請求されたSNSユーザーから批判の声が出ていた。スシローは同月13日にホームページ上にお詫びとお知らせを掲載し、対象となる顧客に対して差額分を返金する処置を講じた。その後の調査により、全国で49店舗、キャンペーン前日の20時から翌日の準備として掲示した店舗を含めると101店舗にて誤掲示していたとしている。スシローの2021年12月31日時点での店舗数が626店舗 であることから、約1/6の"一部"の店舗で誤掲出されていた事となる。
このイベントの開始後も、半額対象となるビールが売り切れである旨を伝えられた、それに対するアナウンスが席についてタッチパネルで確認するまで無かった、注文はできたがジョッキが小さかった（ただし運営元からは後に「内容量に差異はない」との声明があった。）などと言ったトラブルの報告もSNSを中心に寄せられている。中には開店直後にもかかわらず、売り切れの旨の貼り紙が貼られていたとする投稿もあった。運営元は、コロナ禍前の夏の生ビール需要実績を踏まえ、その2倍近くの量を準備したが想定を上回る注文があったとしているが、これもSNSを中心に、実質は前述のおとり広告問題と同じなのではないかと企業体質を批判する声や、外食チェーン店の事情を考えると想定を越えた場合の対応が難しいのは理解できるとしつつも、既に問題が指摘されているイベントにもかかわらず対応や見通しがあまりにも甘いのではないかと指摘する声が上がっている。

#### マグロ偽装疑惑
2022年8月31日、デイリー新潮によりマグロ偽装疑惑が報じられた。発端は、「スシローは味が濃厚なメバチマグロのみを使用している」と放送したテレビ番組だった。視聴者の1人が鉄火巻の味が薄いように感じたためスシローに問い合わせたところ、「鉄火巻にはメバチマグロが使用されています」と回答を受けた。だが、専門業者によるDNA調査によって、一部店舗でメバチマグロではなくキハダマグロが使われていたと判明した。後のスシローの調査によると、鉄火巻の７割にキハダマグロが使われていたという。報道を受けスシローは、「鉄火巻にはメバチマグロが使用されている」という問い合わせへの回答は誤りだったとして謝罪した。一方で、発端となったテレビ番組でメバチマグロを使用しているとしたのはあくまで税抜き100円で提供している「まぐろ」 (通常の握り寿司) だけであったと反論を行った。
しかし2022年10月3日、前述のメバチマグロを使用していると宣伝していた「まぐろ」にキハダマグロを代用していたと報じられた。10月1日からのキャンペーン 用に仕入れたキハダマグロをキャンペーン開始より前の9月28日から29日にかけてメバチマグロが在庫切れした際の代用、あるいは誤って使用したという。生ビール半額イベントと同様に謝罪し、対象となる顧客には返金するとしている。

#### 男性客による迷惑行為
2023年1月29日、岐阜市のスシロー岐阜正木店内で、若い男性客が様々な迷惑行為を行い、その様子を撮影した動画がSNS上で拡散された。男性客は、客席に置かれた醤油差しを舐めたり、セルフサービスの置き場にあった未使用の湯呑みを舐めて再び元に戻したりしていた。

#### 労働基準監督署による是正勧告
2024年1月11日に、同社ヤエチカ店（東京都中央区）に勤務する男性アルバイト店員に対し、5分未満の労働時間を切り捨てて賃金を支払ってこなかったとして、2023年12月25日付で中央労働基準監督署から是正勧告を受けたことが、一部新聞によって報じられた。この店員は、所属する労働組合「首都圏青年ユニオン」を通じての団体交渉などで同社に是正を求めたが折り合わず、2023年7月に、2020年4月から2022年8月までの未払い分について労基署に申告していた。

#### 笑福亭鶴瓶の広告写真削除に伴う騒動
2025年1月28日ごろから、イメージキャラクターを務める笑福亭鶴瓶の写真が公式サイトから予告無しに削除されていた事から、ネット上で「鶴瓶に関する一部報道が原因ではないか」という憶測を呼び、「過剰反応ではないか」と物議を醸す事になった。スシロー側は取材に対し「お客さまから様々な声をいただいている現状を踏まえ総合的に判断した」と回答したが、その後2月6日に公式サイトで鶴瓶側に対し謝罪、経緯を明らかにするとともに、広告の順次再開を発表した。それによれば、当初の報道を受けて客からの意見があった事から、所属事務所より報道に関する見解を得たものの、状況の全体像が不明確だったことから、広告素材の使用を一時取り止めたが、結果として鶴瓶側に迷惑をかける事になったとしている。

### 海外

#### 台湾・「鮭」改名騒動
2021年3月、台湾ではスシローのプロモーションが原因で、本名を鮭に改名する市民が相次ぐ騒動が起きた。

#### 中国・言語差別騒動
2022年8月、中国広東省広州市の店舗では、従業員に対し勤務中の広東語（粤語）使用を禁ずる旨のWeChat店内グループチャットのスクリーンショットがネット上に流出し、市民からは「言語差別ではないか？」などの批判が寄せられた。店舗側は「従業員と客の広東語での会話は禁じておらず、単に従業員同士で普通話の使用を奨励している」と釈明に追われた。

## テレビ番組
- 日経スペシャル カンブリア宮殿（テレビ東京）
  - 105円で感動を！ 職人社長と東大卒エリートが挑む、 最強チーム経営（2011年2月17日）- あきんどスシロー社長・豊﨑賢一、専務執行役員・加藤智治出演[61]。
  - 異色経営者が挑む！スシロー革命の全貌（2021年6月3日）- FOOD & LIFE COMPANIES社長・水留浩一出演[62]。
  - 日本の胃袋 鷲摑みの秘密 最強"国民食"スペシャル（2022年3月10日）-  FOOD & LIFE COMPANIES社長・水留浩一ほか出演[63]。